# Umatilla
Los umatilla son una tribu de los Estados Unidos, de habla sahaptiana, como los Walla Walla.

## Localización
Vivían entre los ríos Umatilla y Columbia, en la actual Oregón. Hoy en día viven en la reserva Umatilla de Oregón, con los cayuse y Walla Walla.

## Demografía
En 1805 se estimaba su número en 1.800. En 1960 había 121 en Oregón (según Stingl), en 1980 eran 120, de los cuales sólo 50 hablaban su lengua (según Asher), pero en 1990 eran 1.900, según Amiran Gonen. En el censo de los EE. UU. de 2000, había 1.549 puros, 143 mezclados con otras tribus, 302 con otras razas y 39 con otras razas y otras tribus. En total, 2.033 individuos. 
Según datos de la BIA de 1995, en la Reserva Umatilla de Oregón había 2.154 habitantes (1.855 en el rol tribal).

## Costumbres
Los umatilla no eran agricultores, sino que se dedicaban a la pesca del salmón, a la caza de los ciervos de la zona y a recoger bellotas, bayas, raíces y semillas propias de la zona.
Representantes de la Cultura del Altiplano, sus rasgos culturales son similares a los de sus vecinos yakama, nez perce y Walla Walla.
Los otros rasgos sociales, culturales y religiosos no son muy difererntes a los de las otras tribus shahaptianas de la zona, como los nez perce, wasco, yakama y otros. Actualmente, además, están muy mezclados con nez perce y cayuse.

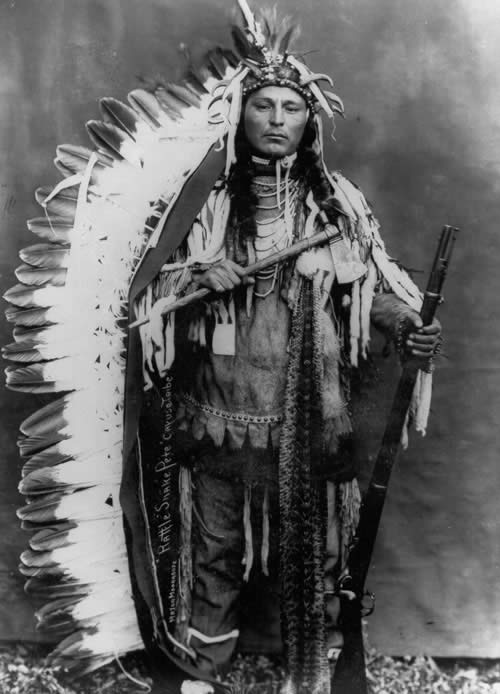
Rattlesnake Pete, indio umatilla.

## Historia
En 1804 los umatilla fueron visitados por Lewis y Clark, y hacia 1824 y 1844 les visitaron los jesuitas franceses de Pierre-Jean de Smet. Se dedicaron al comercio de pieles junto con los palus.
Se vieron implicados en la Guerra Cayuse y en la Guerra Yakama de 1855-1856, razón por la cual en 1858 fueron internados en una reserva hecha con parte de su actual territorio, que habían aceptado en 1855 por el Tratado de Wallawalla. En 1855 el jefe wallawalla Peo-peo-mox-mox decidió ayudar a los yakama contra los EE. UU. y fue asesinado por el coronel J. Kelly, razón por la cual en 1858 dieron apoyo a la guerra de los Coeur d’Alene. Después del conflicto, hacia 1850, fueron internados en la reserva Warm Springs de Oregón, donde se dedicaron a la agricultura y la ganadería. En 1862, sin embargo, ayudarían a los soldados norteamericanos contra el jefe Egan en la Guerra Bannock.